# زیمون ماریوس
زیمون ماریوس (انگلیسی: Simon Marius؛ ۲۰ ژانویهٔ ۱۵۷۳ – ۵ ژانویهٔ ۱۶۲۵) یک دانشمند در زمینه اخترشناسی اهل آلمان بود.